# Zoopraxiscopi

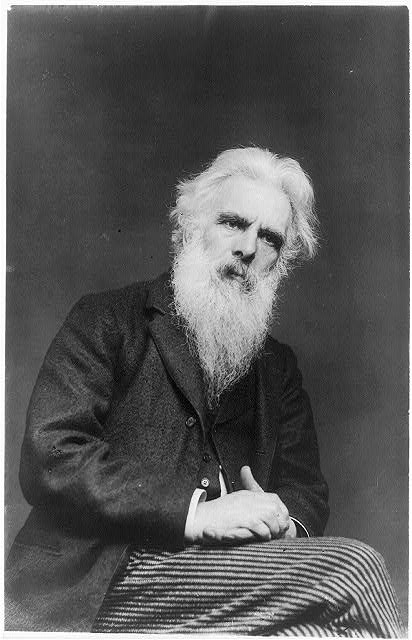
Fotografia en blanc i negre de Eadweard Muybridge, inventor del Zoopraxiscopi i científic.

El zoopraxiscopi és un tipus de projector de fotografia primerenca inventat l'any 1879 per Eadweard Muybridge. Aquest aparell utilitzava la llum per a projectar imatges, seqüenciant-les mitjançant l'ús d'una placa de cristall circular i un obturador en forma de disc opac rotatori amb unes ranures radials. Fou molt important en el desenvolupament inicial del cinema, anterior al cinematògraf.
A l'octubre de 1878, la revista Scientific American va publicar sis gravats fets sobre negatius ampliats de fotografies de Muybridge, on es veia a un cavall movent-se al pas i al trot. La revista proposava als seus lectors que retallessin les il·lustracions i les muntessin en un zoòtrop, un cilindre que produeix la il·lusió de moviment quan gira i les imatges s'observen a través d'una ranura lateral. Després de llegir aquest article, Muybridge va pensar que es podrien millorar els resultats projectant les imatges sobre una pantalla i va inventar el zoopraxiscopi.
El zoopraxiscopi no és considerat com cinema en sí, sinó que forma part de la gran quantitat de jocs òptics del segle xix, antecendets a l'inici del setè art.

## Efecte òptic del zoopraxiscopi
L'efecte que s'aconsegueix es basa en la persistència retinal. Quan l'ull humà veu una sèrie d'imatges similars i amb canvis continus que se succeeixen amb la suficient velocitat —deu o més imatges per segon— el cervell les interpreta com un moviment real, fent l'efecte d'un moviment continu. Ara bé, si les imatges no estiguessin separades unes de les altres, es veurien borroses.
En el primer projector les imatges eren pintades en el cristall com siluetes. Una segona sèrie de discos, realitzats entre 1892 i 1894, feia servir dibuixos perfilats impresos en els discos fotogràficament i acolorits a mà. Algunes de les imatges animades eren molt complexes, incloent múltiples combinacions de seqüències de moviments d'animals i humans.
Només en un cas es van reproduir imatges fotogràfiques sobre el disc. Per a poder realitzar la seqüència de fotografies es va utilitzar l'esquelet d'un cavall. Que el subjecte fotografiat no posseís capacitat motriu pròpia permetia al fotògraf rotar el disc cap a un espai en buit, moure l'esquelet a la següent posició, repetir l'operació i així completar el disc.

Fitxer:Zoopraxiscope_16485d.gifAproximació del disc en moviment, la projecció seria de la zona il·luminada.
Fitxer:Zoopraxiscope_16485u.gifDisc del Zoopraxiscopi en moviment, aquestes imatges eren projectades.
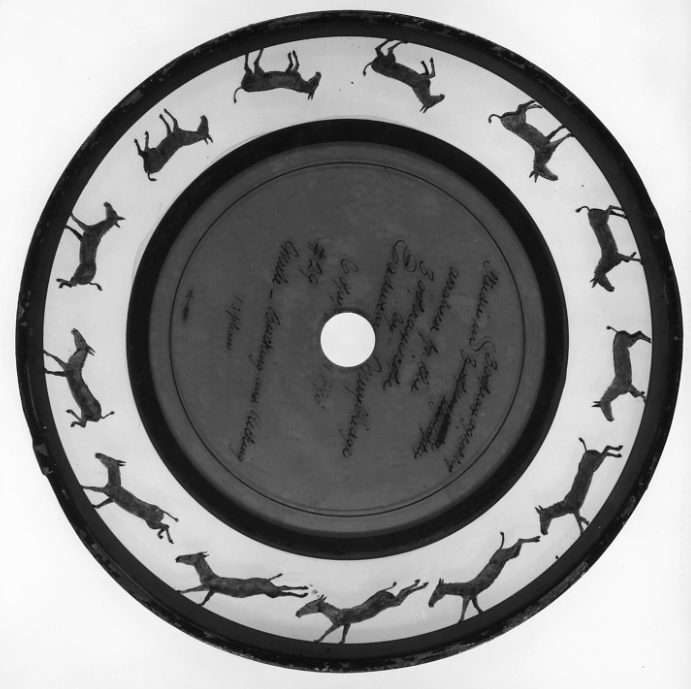
Fitxer:Zoopraxiscope_16485u.jpgFotografia en blanc i negre d'un dels discs utilitzats per a les projeccions del Zoopraxiscopi.

## Història

Cavall en Moviment, resultat del experiment realitzat per Muybridge.

Tot va començar quan l'any 1872, Ieland Stanford, propetari de cavalls de carreres, va encomanar a Muybridge que fotografiés a un cavall en moviment per tal de resoldre la qüestió de si mentre l'animal corre al galop alguna de les potes toca sempre al terra o si, pel contrari, hi ha algun moment en el qual el cavall no manté cap mena de contacte amb la superfície terrestre. Stanford va triar a Muybridge per les seves habilitats fotogràfiques, i Eadweard va col·locar càmeres als laterals de la pista amb disparadors que s'activaven quan passaven els cavalls per tal de capturar la seqüència. Cada càmera enregistrava un moviment amb una velocitat d'obturació de dues centèsimes de segons. El creador de la fotografia en moviment, que volia millorar els resultats de la seva investigació a partir de la projecció de les imatges, va acabar desenvolupant un mecanisme pel qual les imatges eren transferides a un disc de vidre i projectades a l'aparell que Muybridge va inventar: el zoopraxiscopi. Mitjançant aquesta tècnica, va aconseguir crear la il·lusió d'un moviment seqüencial continu.
Després de dur a terme diversos conresos en els quals mostrava l'èxit del seu experiment, Muybridge va aconseguir una beca a la Universitat de Pennsilvània l'any 1883. Va ser aleshores quan, del 1884 al 1887, va realitzar més de 100.000 fotografies de seqüència, similars als seus treballs prèviament realitzats sobre el moviment. El 1887 va publicar tot el seu treball fotogràfic: 781 fotografies en un llibre titulat "Animal Locomotion".
L'any 1888 Muybridge va tenir la oportunitat de mostrar les seves fotografies de cavalls a Edison per tal de suggerir-li la possibilitat de combinar el zoopraxiscopi amb el fonògraf i poder així obtenir imatges sonores en moviment. Encara que la idea mai es va dur a la pràctica, el zoopraxiscopi va servir a Edison per a emprar una sèrie de fotografies de cavalls en el seu kinetoscopi.
Durant la World Columbian Exposition de 1993, Muybridge, va presentar les projeccions amb una finalitat comercial. Les va realitzar en un espai creat especialment per a l'aparell, un espai anomenat Zoopraxographical Hall. L'aparell va quedar majoritariamnet en desús per l'arribada del cinematògraf, una obra dels germans Lumière ja considera productora de cinema.
Les imatges dels 71 discs del zoopraxiscopi que han sobreviscut, s'han reproduït en el llibre Eadweard Muybridge: The Kingston Museum Bequest (TheProjection Box). Actualment la màquina resideix al Kingston Museum Muybridge Bequest Collection, amb gairebé els 70 dels discs originals.

## Detalls tècnics
- Discs de vidre, d'aproximadament 16 polzades de diàmetre.[6]
- Els discs d'obturació es podien intercanviar, depenent del tipus d'imatges que s'utilitzava i l'efecte desitjat.
- La màquina s'operava manualment.
- Un portador de diapositives s'ajustava en la llanterna, permetent l'entrada de portaobjectes de vidre estàndard (més o menys 3x4 polzades).
- El portalàmpades era una projecció de diapositives estàndard o una llanterna de projecció científica.